# Bulbostylis acutangula
Bulbostylis acutangula là một loài thực vật có hoa trong họ Cói. Loài này được Roxb. mô tả khoa học đầu tiên.